# HS3ST2
El heparán sulfato glucosamina 3-O-sulfotransferasa 2 es una enzima que en los humanos está codificada por el gen HS3ST2 .
Las enzimas biosintéticas de heparán sulfato son componentes clave para generar una  miríada de estructuras finas de heparán sulfato que llevan a cabo múltiples actividades biológicas. La enzima codificada por este gen es un miembro de la familia de enzimas biosintéticas de heparán sulfato. Es una proteína de membrana integral de tipo II y posee actividad de heparán sulfato glucosaminil 3-0-sulfotransferasa. Este gen se expresa predominantemente en el cerebro y puede desempeñar un papel en el sistema nervioso.  
El promotor HS3St2 está hipermetilado en el tejido de cáncer de mama en comparación con los conductos mamarios normales, lo que sugiere una posible participación en la patogénesis de la enfermedad. El análisis funcional reveló que la regulación positiva de HS3ST2 en células de cáncer de mama humano dio como resultado una invasividad alterada, que se debió a cambios en la señalización de la proteína quinasa activada por mitógeno y la expresión de metaloproteinasa de la matriz.